# Elezioni parlamentari in Bulgaria del 2022
Le elezioni parlamentari in Bulgaria del 2022 si sono tenute il 2 ottobre per il rinnovo dell'Assemblea nazionale.
Le consultazioni, le quarte in due anni, hanno avuto luogo a meno di un anno dalle precedenti, a seguito di infruttuosi tentativi delle forze politiche di formare un governo, dopo l’innesco di una crisi che ha portato alle dimissioni del Governo Petkov e alla formazione “ad interim” del Governo Donev.

## Risultati
| GERB - SDS                                                            | 634 649   | 24,48 | 67  |  |  |  |
| Continuiamo il Cambiamento (PP)                                       | 506 071   | 19,52 | 53  |  |  |  |
| Movimento per i Diritti e le Libertà (DPS)                            | 344 625   | 13,29 | 36  |  |  |  |
| Rinascita (V)                                                         | 254 925   | 9,83  | 27  |  |  |  |
| BSP per la Bulgaria (BSP - Ekoglasnost - Politicheski klub "Trakiya") | 232 947   | 8,98  | 25  |  |  |  |
| Bulgaria Democratica (DSB - DaB! - ZD)                                | 186 511   | 7,19  | 20  |  |  |  |
| Ascesa Bulgara (BV)                                                   | 115 867   | 4,47  | 12  |  |  |  |
| C'è un Popolo come Questo (ITN)                                       | 96 065    | 3,70  | –   |  |  |  |
| Alzati BG! Stiamo Arrivando!                                          | 25 207    | 0,97  | –   |  |  |  |
| VMRO-Movimento Nazionale Bulgaro                                      | 20 177    | 0,78  | –   |  |  |  |
| Altri (<20.000 voti)                                                  | 87 805    | 3,39  | –   |  |  |  |
| Indipendenti                                                          | 564       | 0,02  | –   |  |  |  |
| Nessuno dei precedenti                                                | 87 634    | 3,38  | –   |  |  |  |
| Totale                                                                | 2 593 046 | 100   | 240 |  |  |  |
|                                                                       |           |       |     |  |  |  |
| Voti non validi                                                       | 8 650     | 0,33  |     |  |  |  |
| Votanti                                                               | 2 601 696 |       |     |  |  |  |

| Riepilogo dei seggi (+/- elezioni Nov 2021) | Riepilogo dei seggi (+/- elezioni Nov 2021) | Riepilogo dei seggi (+/- elezioni Nov 2021) | Riepilogo dei seggi (+/- elezioni Nov 2021) | Riepilogo dei seggi (+/- elezioni Nov 2021) | Riepilogo dei seggi (+/- elezioni Nov 2021) | Riepilogo dei seggi (+/- elezioni Nov 2021) |
| ------------------------------------------- | ------------------------------------------- | ------------------------------------------- | ------------------------------------------- | ------------------------------------------- | ------------------------------------------- | ------------------------------------------- |
|                                             |                                             |                                             |                                             |                                             |                                             |                                             |
| BSP                                         | 25                                          | ▼ 1                                         |                                             | PP                                          | 53                                          | ▼ 14                                        |
| DPS                                         | 36                                          | ▲ 2                                         |                                             | ITN                                         | 0                                           | ▼ 25                                        |
| DB                                          | 20                                          | ▲ 4                                         |                                             | GERB-SDS                                    | 67                                          | ▲ 8                                         |
| BV                                          | 12                                          | Nuovo                                       |                                             | V                                           | 27                                          | ▲ 14                                        |

## Conseguenze del voto
Dalle urne, è risultato vincitore il partito di centro-destra “Cittadini per lo Sviluppo Europeo della Bulgaria” (GERB) dell’ex-primo ministro Bojko Borisov, con il 24,48% dei voti e 67 seggi, seguito dal partito filo-europeista “Continuiamo il Cambiamento” (PP) dell’altresì ex-primo ministro Kiril Petkov, con il 19,52% dei voti e 53 seggi, e dal partito e filo-turco “Movimento per i Diritti e le Libertà” (DPS/HÖH) di Mustafa Karadayi, con il 13,29% dei voti e 36 seggi. L’elezione ha, inoltre, visto un incremento sostanziale, in linea con le elezioni precedenti, dei consensi verso il partito di estrema destra, euro-scettico e altamente nazionalista “Rinascita” (V), giunto quasi alla soglia di 30 seggi, così come l’ascesa del partito Ascesa Bulgara del filo-russo Stefan Janev e la scomparsa del partito “C'è un Popolo come Questo” (ITN) di Slavi Trifonov, che nelle ultime tre elezioni aveva debuttato sulla scena nazionale e, nelle elezioni del luglio 2021, anche ottenuto la maggioranza relativa in parlamento.